# Deux (film, 2002)
Pour plus de détails, voir Fiche technique et Distribution.
Deux est un film franco-germano-portugais réalisé par Werner Schroeter, sorti en 2002.

## Fiche technique
- Titre français : Deux
- Réalisation : Werner Schroeter
- Scénario : Werner Schroeter et Cédric Anger
- Photographie : Elfi Mikesch
- Pays d'origine :  France |  Allemagne |  Portugal
- Genre : drame
- Date de sortie : 2002

## Distribution
- Isabelle Huppert : Magdalena / Maria
- Bulle Ogier : Anna, la mère
- Manuel Blanc : Homme avec la fleur / Officier russe / Henri L. / Officier français / Homme sur la plage
- Arielle Dombasle : Professeur Barbez
- Annika Kuhl (de) : Erika
- Robinson Stévenin : Jeune homme sur le vélo
- Philippe Reuter : Hans
- Pascal Bongard : Alfred
- Jean-François Stévenin : L'Homme dans la voiture
- Dominique Frot : La mère adoptive
- Rita Loureiro (pt) : Julia
- Hovnatan Avédikian : Jésus